# ロックアイランド郡 (イリノイ州)

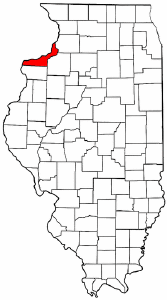
イリノイ州内の位置

ロックアイランド郡（Rock Island County）は、アメリカ合衆国イリノイ州の郡である。人口は14万4672人（2020年）。
郡庁所在地はロックアイランドである。

## 地理
アメリカ合衆国統計局によると、この郡は総面積1,168 km2 (451 mi2) である。このうち1,105 km2 (427 mi2) が陸地で63 km2 (24 mi2) が水地域である。総面積の5.41%が水地域となっている。

## 人口動静
2000年国勢調査で、この郡は人口149,374人、60,712世帯、及び39,159家族が暮らしている。人口密度は135/km2 (350/mi2) である。58/km2 (151/mi2) の平均的な密度に64,489軒の住宅が建っている。この郡の人種的な構成は白人85.52%、アフリカン・アメリカン7.54%、先住民0.27%、アジア1.02%、太平洋諸島系0.03%、その他の人種3.76%、及び混血1.86%である。ここの人口の8.56%はヒスパニックまたはラテン系である。
この郡内の住民は23.80%が18歳未満の未成年、18歳以上24歳以下が10.00%、25歳以上44歳以下が27.30%、45歳以上64歳以下が23.80%、及び65歳以上が15.10%にわたっている。中央値年齢は38歳である。女性100人ごとに対して男性は94.40人である。18歳以上の女性100人ごとに対して男性は91.40人である。
この郡の世帯ごとの平均的な収入は38,608米ドルであり、家族ごとの平均的な収入は47,956米ドルである。男性は35,998米ドルに対して女性は24,234米ドルの平均的な収入がある。この郡の一人当たりの収入 (per capita income) は20,164米ドルである。人口の10.70%及び家族の8.10%は貧困線以下である。全人口のうち18歳未満の15.70%及び65歳以上の6.80%は貧困線以下の生活を送っている。

## 都市及び町
- ロックアイランド（郡庁所在地）
- ハンプトン
- Andalusia
- Carbon Cliff
- Coal Valley (一部)
- Cordova
- Coyne Center
- East Moline
- Hillsdale
- Milan
- Moline
- Oak Grove
- Port Byron
- Rapids City
- Rock Island Arsenal
- Silvis
- Zuma Township